# Timex Computer 3256
Timex Computer 3256 (zkráceně TC3256) je počítač kompatibilní s počítačem Sinclair ZX Spectrum. Mělo se jednat o nástupce počítače Timex Computer 2048. Nejedná se o evropskou variantu amerického počítače Timex Sinclair 3068, ale o původní návrh portugalské pobočky Timex. Než se počítač dostal do sériové výroby, byla výroba počítačů Timex Computer portugalskou pobočkou Timex ukončena. Po oficiálním ukončení výroby počítačů jeden ze zaměstnanců portugalské pobočky několik počítačů TC3256 postavil. Na trh ale už uveden nebyl.
Počítač měl mít kromě rozšířeného Sinclair BASICu vestavěný textový editor Timeword a operační systém CP/M. Rozšířený Sinclair BASIC uměl pracovat i s rozšířenými grafickými režimy počítačů Timex. Rozšířená syntaxe umožňovala zadat příkazy:
- LOAD!, SAVE!, CAT!, MERGE!, ERASE! a CLEAR! pro ovládání ramdisku,
- FORMAT!, LPRINT, LLIST pro ovládání sériového portu,
- BEEP! x,y pro ovládání zvukového generátoru AY-3-8912,
- SCREEN$, DRAW!, PLOT!, CIRCLE! pro kreslení grafických objektů v režimu vyššího rozlišení.

Počítač, který by mohl být počítačem TC3256, protože obsahuje síť TENET a interface pro připojení disketové jednotky Timex FDD nebo Timex FDD3000, je počítač v obalu podobném obalu počítače TC2048, pouze o něco vyšším, a obsahuje dvě desky plošného spoje. Jsou známy dva exempláře tohoto počítače.

## Technické Informace
- procesor: Z80A
- paměť RAM: 256 KiB,
- paměť ROM: 64 KiB,
- rozlišení obrazu: 256 x 192 nebo 512 x 192,
- zvukový čip AY-3-8912,
- port pro Kempston joystick,
- slot pro paměťové cartridge,
- sériový port RS-232,
- interface pro připojení disketové jednotky Timex FDD nebo Timex FDD3000,
- počítačová síť TENET.